# ヨハネス・キャスペルト
ヨハネス・キャスペルト（エストニア語: Johannes Käspert、1886年5月21日 - 1937年11月11日）、ロシア語名ヨハネス（ヨガネス / ユガネス）・ユリエヴィチ・キャスペルト (Иоханнес (Иоганнес / Юганес) Юрьевич Кясперт) は、エストニア人の革命家、チェキスト、コミンテルン活動家。

## 生涯
1886年5月21日（ユリウス暦9日）、ロシア帝国サンクトペテルブルク県ナルヴァの労働者階級に生まれた。1912年にボリシェヴィキに入党し、同年には地元でボリシェヴィキ系新聞『キール』(et) を創刊。その後はレーヴェリで党務に就き、1916年4月に逮捕されクスタナイ郡 (ru) に追放されるも、翌1917年の二月革命によって解放された。
同年10月からはエストリャント軍事革命委員会 (et) や党レーヴェリ委員会のメンバー、エストリャント・ソビエト執行委員会行政部部長やエストニア・ソビエト共和国出版委員に就き、エストニアのボリシェヴィキ系新聞の出版を指導。赤旗隊も指導した。翌1918年3月からは『プラウダ』編集局やロシア社会主義連邦ソビエト共和国民族問題人民委員部で勤務し、11月からはエストニア労働コミューン内務部部長としてエストニアの検閲を指揮。革命裁判官として赤色テロにも関与した。
翌1919年からは赤軍参謀部やチェーカーで働き、1922年12月1日からはGPU防諜部第2課課長、1925年からはエストニア共産党中央委歴史委責任書記を歴任。『プロレタールネ・レヴォルツィオーン・エースティス』誌を編集した。1927年には全連邦共産党レニングラード県委で活動し、1929年1月からはGPUヴォログダ県部部長代行、5月から8月までは部長、同年から翌1930年3月まではヴォログダ郡 (ru) 部部長、同年からはエストニア共産党中央委国外局書記およびコミンテルン執行委エストニア課書記に就いた。
1937年8月まではレニングラードの「キュリヴァヤ」(et) 出版社社長およびコミンテルン執行委エストニア課国外局レニングラード部書記を務めていたが、同月11日にNKVD委とソビエト連邦検察庁 (ru) によって逮捕され、11月4日にロシア共和国刑法第58条1項のaに基づき死刑判決を下された。同月11日にレニングラードで銃殺されたが、その後名誉回復がなされた。